# Georges Livanos
Georges Livanos, dit Le Grec, né le 25 septembre 1923 à Marseille et mort dans la même ville le 21 mai 2004, est un alpiniste français d'origine grecque.

## Biographie
Après une enfance marseillaise, Georges Livanos découvre la haute montagne à Chamonix en 1937 à l'âge de 14 ans, ainsi que l'escalade dans les calanques de Marseille.
L'essentiel de sa carrière sportive se déroule entre 1941 et 1971, période durant laquelle il ouvre quelque 500 voies dans les calanques de Marseille, 40 dans les Dolomites ainsi qu'une vingtaine dans les Alpes occidentales. Il répète par ailleurs bon nombre de grands itinéraires dans ces deux derniers massifs.
Georges et sa femme, Sonia, collectionnent une impressionnante série de premières, premières féminines et premières répétitions qui leur valent le surnom de « couple le plus sestogrado du monde » (le sestogrado ou sixième degré, représentant alors le niveau de difficulté maximale en escalade jusqu'à la fin des années 1970).
En 1941, Georges Livanos effectue plusieurs premières ascensions notoires avec Gaston Rébuffat dont la Centrale à la Grande Candelle, « le plus long 6e degré des Calanques ». En 1945, inscrit dans un camp de montagne à Jeunesse et Montagne, il réussit avec son directeur de stage, Jean Franco, la 3e ascension du pilier sud des Écrins en 4 heures. 
Les années suivantes, Georges Livanos fréquente le massif du Mont-Blanc où il réalise, entre autres, en 1946 la 5e ascension de la face nord de l'aiguille des Grands Charmoz, en 1947 la 2e ascension de la face nord de la dent du Requinet en 1949 la 2e ascension de la face nord de l'aiguille de Leschaux. 
À partir de 1950, il poursuit l’essentiel de sa carrière alpine dans les Dolomites où il réalise de nombreuses premières ascensions dont la Cima Su Alto à la Civetta pour laquelle à son retour à Marseille il reçoit la médaille d’or des sports. 

Livanos arrête de grimper à 55 ans, en 1978. Extrait de la Postface d’Au-delà de la verticale (éditions Guérin, 1997) : 

« L'aigle ne chasse pas les mouches disait l'un des compagnons de mon cher Tartarin. J'avais moi-même écrit un jour à Robert Paragot : Quand on a chassé le lion, le lapin c'est petit. »

## Palmarès sportif
Sélection de palmarès sportif,,
- 1945 - Les Écrins, face sud, 3e ascension avec Jean Franco
- 1946 - Aiguille des Grands Charmoz, face nord, 5e ascension avec Ch. Magol
- 1947 - Dent du Requin, face nord, 2e ascension avec Robert Gabriel et G. Estornel
- 1949 - Aiguille de Leschaux, face nord-est, 2e ascension avec Robert Gabriel
- 1950 - Cima Ovest di Lavaredo, 10e ascension avec Robert Gabriel
- 1951 - Torre di Valgrande, face nord, 4e ascension avec Robert Gabriel et Sonia Livanos, 1re féminine
- 1951 - Cima Su Alto (Civetta) avec Robert Gabriel
- 1952 - Punta Rocca (Marmolada), paroi sud, voie Vinatzer, avec Sonia Livanos, 3e ascension et 1re féminine
- 1953 - Spigolo ouest du Monte Cavallo avec Robert Gabriel
- 1954 - Terranova face NO, 1re avec Robert Gabriel et A. Da Roit
- 1956 - Torre di Lago face NO, 1re avec Sonia Livanos
- 1957 - Torre Venezia (Civetta), face O, 1re avec Sonia Livanos
- 1959 - Castello de la Busazza, 1re avec Roger Lepage
- 1960 - Sciora di Fuori, face ouest, 1re avec Lepage, Marc Vaucher et Jack Canali, Romano Merendi, Gigi Alippi, Luciano Tenderini
- 1962 - Torre Gilberti - Cima Tosa, 1re avec Marc Vaucher et Roger Lepage ().
- 1963 - Cima de Gasperi face N, 1re avec Beppi de Franchesch, Sonia Livanos, Jean Belleville, Maurice Negri et Jacques Martin
- 1964 - Torre Venezia, spigolo nord ouest, 1re avec F.R. Raybaud
- 1965 - Crozzon di Brenta (massif de Brenta), face Est, 1re avec Romanetti et R. Lepage
- 1968 - Cima dell' Elefante, face sud, 1re avec Sonia Livanos, Marc Vaucher et Jean Max Bourgeois
- 1971 - Cima Su Alto, voie Livanos, répétition 20 ans après avec Sonia Livanos

## Récompenses
- 1951 - Médaille d’or des sports
- 2002 - Georges et Sonia Livanos reçoivent le « Pelmo d’Oro », prestigieux « oscar » des alpinistes italiens pour leur carrière d’alpinistes

## Publications
Célèbre pour ses exploits en montagne, il l’était aussi pour sa faconde et son humour qui s'exprimaient régulièrement dans le revues alpines, ainsi que dans deux livres devenus classiques de la littérature alpine. Aujourd'hui encore, ces deux récits font figure de référence chez les grimpeurs de toute génération. 

« Pour moi l'idéal, c'est de partir d'en bas, d'arriver en haut et de revenir en bas. Et pas trop vite... »

- Au-delà de la Verticale, Arthaud, Paris, Grenoble 1958 ; réédition par les Éditions Guérin en 1997
- Cassin: il était une fois le sixième degré, Coll. Altitudes dirigée par Michel Schulman - Editions Arthaud - Paris 1983. Biographie de Riccardo Cassin

## À propos de Georges Livanos

### Livres
- Extrait d'Alessandro Gogna - Sentieri Verticali Storia dell'alpinismo nelle Dolomiti, oct. 1987 p. 110 :

« Après les riches explorations, après le romantisme exacerbé, après les désirs de grandeur et d'héroïsmes fulgurants d'entre les deux guerres, voici à nouveau l'escalade à visage humain. Avec Livanos, on voit apparaître le refus du risque à n'importe quel prix, le refus de l'idéal de victoire et de suprématie. »

- Extrait de Des Rochers et des Hommes p. 138 - Bernard Vaucher, avril 2001 :

« La magie de Georges Livanos, un peu comme dans la comédie italienne, c'est de nous faire passer avec autant d'aisance du rire à l'émotion. Sa magie, c'est aussi de créer des images très fortes avec des mots simples, un peu comme Marcel Pagnol dont il se rapproche par la fluidité du style. »

- É Pericoloso sporgersi, Volume I, hommage à Georges et Sonia Livanos, Éric Vola, 2023, Amazon.

### Films
- Le Grec de Jean Afanassieff tourné en 1994. Extrait d'un article d'Yvan Audouard (Le Canard Enchaîné, 23 novembre 1994) écrit après avoir vu le film :

« Dans ces yeux, il y a toute l'ironie et l'humour de quelqu'un qui n'a cessé de grimper sans piétiner personne, qui n'a jamais voulu étonner qui que ce soit, et surtout pas lui-même. Le spectacle d'un homme qui n'a pas conquis son bonheur au détriment des autres, ... d'un homme qui est devenu non une star mais un maître parce qu'il n'a jamais cessé d'être lui-même, et qu'il n'a jamais eu d'autre ambition que de trouver le bonheur sur la Terre. Pour lui et pour les autres. »

- Un piton de plus, sur les traces de Georges Livanos, 52 minutes, tourné en 2018, par Y.N. Productions, La Cuisine Aux Images, réalisé par Bruno Peyronnet avec la participation de MB Live [11].